# Jakob II Egede
Jakob II Egede (eigentlich Jakob Eskild Lars Kristian Enok Egede; * 19. Januar 1901 in Igaliku; † 1988) war ein grönländischer Dichter, Komponist und Musiker.

## Leben
Jakob Egede war der Sohn des Jägers Karl Pavia Otto Adolf Nikolaj Egede (1869–?) und seiner Frau Karen Marie Elisabeth Vasthi Klara Poulsen (1870–?). Er stammte aus der bedeutenden südgrönländischen Landwirtschaftsfamilie Egede und war in sechster Generation ein Nachkomme von Anders Olsen. Er war als Organist in seinem Heimatort tätig und schrieb in weit über 60 Jahren seit Anfang der 1920er Jahre zahlreiche Lieder und Gedichte, die thematisch häufig dem Leben in Igaliku entnommen waren. Anfang der 1970er Jahre kam es zu einem Brand, bei dem Jakob II Egede sowohl seine Ehefrau als auch alle seine Werke verlor. Es gelang ihm anschließend, aus seinen Erinnerungen fast die gesamte Sammlung zu rekonstruieren. 1983 wirkte er mit sechzehn Gedichten und elf Kompositionen am großen grönländischen Liederbuch Tussiaqattarutit mit. Im selben Jahr erhielt er zusammen mit Hans Lynge den Grönländischen Kulturpreis, als dieser erstmals ausgeteilt wurde. Mitte der 1980er Jahre zog er in das Altenheim in Narsaq, bevor er 1988 im Alter von 87 Jahren starb. 200 Lieder schuf er während seiner Lebenszeit. Zum 225. Ortsjubiläum schuf der Künstler Peter Kristiansen (Kujooq) eine Büste von ihm in Igaliku.